# Sataspes pendleburyi
Sataspes pendleburyi är en fjärilsart som beskrevs av Clark 1932. Sataspes pendleburyi ingår i släktet Sataspes och familjen svärmare. Inga underarter finns listade.